# Дирсбах
Дирсбах (нем. Diersbach) — коммуна (нем. Gemeinde) в Австрии, в федеральной земле Верхняя Австрия. 
Входит в состав округа Шердинг.  Население составляет 1627 человек (на 31 декабря 2005 года). Занимает площадь 28 км². Официальный код  —  41404.

## Политическая ситуация
Бургомистр коммуны — Вальтер Штайнингер (АНП) по результатам выборов 2003 года.
Совет представителей коммуны (нем. Gemeinderat) состоит из 19 мест.
- АНП занимает 10 мест.
- СДПА занимает 4 места.
- АПС занимает 3 места.
- Зелёные занимают 2 места.